# American-Football-Weltmeisterschaft der Junioren
Die American-Football-Weltmeisterschaft der Junioren ist ein American-Football-Turnier für Junioren-Nationalmannschaften für unter 19-Jährige (U19) bzw. ab 2024 für unter 20-jährige. Veranstalter ist die IFAF, der Weltverband im American Football.

## Geschichte
Vorläufer der Junioren-Weltmeisterschaft war die von 1997 bis 2007 in den USA ausgetragene NFL Global Junior Championship. Nach dessen Einstellung kündigte die IFAF 2008 die Durchführung der IFAF-Junioren-WM für U19-Nationalmannschaften für 2009 an. 
Die erste Austragung fand ab 27. Juni 2009, in Canton, Ohio, statt. Ab 2012 wurde das Turnier alle zwei Jahre ausgetragen. 
Das für Juni/Juli 2020 geplante Turnier in Canton, Ohio wurde wegen der Covid-19-Pandemie abgesagt. Es sollte ein Jahr später in Vancouver nachgeholt werden, auch diese Austragung wurde jedoch abgesagt. Damit ist das bereits im November 2019 nach Edmonton, Kanada vergebene Turnier 2024 die nächste Austragung. Die Altersgrenze wurde auf U20 angehoben. Die Junioren-Weltmeisterschaft soll zukünftig alle vier Jahre ausgetragen werden.

## Turniere im Überblick
| Jahr | Austragungsland      | Weltmeister        | Endspielgegner     | Ergebnis |
| U19  | U19                  | U19                | U19                | U19      |
| ---- | -------------------- | ------------------ | ------------------ | -------- |
| 2009 | Canton, USA          | Vereinigte Staaten | Kanada             | 41:03    |
| 2012 | Austin, USA          | Kanada             | Vereinigte Staaten | 23:17    |
| 2014 | Kuwait-Stadt, Kuwait | Vereinigte Staaten | Kanada             | 40:17    |
| 2016 | Harbin, China        | Kanada             | Vereinigte Staaten | 24:06    |
| 2018 | Mexiko-Stadt, Mexiko | Kanada             | Mexiko             | 13:07    |
| U20  |                      |                    |                    |          |
| 2024 | Edmonton, Kanada     | Kanada             | Japan              | 20:09    |

## Teilnehmer und Platzierungen
|                    | Platzierungen | Platzierungen | Platzierungen | Platzierungen | Platzierungen | Platzierungen |        | Medaillen | Medaillen | Medaillen |
| 09                 | 12            | 14            | 16            | 18            | 24            | Gold          | Silber | Bronze    |           |           |
| ------------------ | ------------- | ------------- | ------------- | ------------- | ------------- | ------------- | ------ | --------- | --------- | --------- |
| Kanada             | 2             | 1             | 2             | 1             | 1             | 1             |        | 4         | 2         | –         |
| USA                | 1             | 2             | 1             | 2             | 3             | 4             | 2      | 2         | 1         |           |
| Japan              | 3             | 3             | 5             | 4             | 6             | 2             | –      | 1         | 2         |           |
| Mexiko             | 4             | –             | 3             | 3             | 2             | –             | –      | 1         | 2         |           |
| Österreich         | –             | 4             | 4             | 5             | –             | 3             | –      | –         | 1         |           |
| Schweden           | 6             | 7             | –             | –             | 4             | –             | –      | –         | –         |           |
| Australien         | –             | –             | –             | 6             | 5             | 6             | –      | –         | –         |           |
| Deutschland        | 5             | –             | 7             | (–)           | –             | –             | –      | –         | –         |           |
| Amerikanisch-Samoa | –             | 5             | –             | –             | –             | –             | –      | –         | –         |           |
| Frankreich         | 7             | 6             | 6             | –             | –             | –             | –      | –         | –         |           |
| Panama             | –             | 8             | –             | –             | –             | 7             | –      | –         | –         |           |
| China              | –             | –             | –             | 7             | –             | –             | –      | –         | –         |           |
| Neuseeland         | 8             | –             | –             | –             | –             | –             | –      | –         | –         |           |
| Kuwait             | –             | –             | 8             | –             | –             | –             | –      | –         | –         |           |
| Brasilien          | –             | –             | –             | –             | –             | 8             | –      | –         | –         |           |
| Kanada 2           | –             | –             | –             | –             | –             | 5             | –      | –         | –         |           |